# Simon de la Loubere
Simon de La Loubère, nascut el 21 d'abril de 1642 à Tolosa de Llenguadoc i mort el 26 de març de 1729 a Montesquieu-Volvestre, fou un poeta i diplomàtic francès, enviat extraordinari de Lluís XIV al Siam i segon fundador de l'Acadèmia dels Jocs florals.

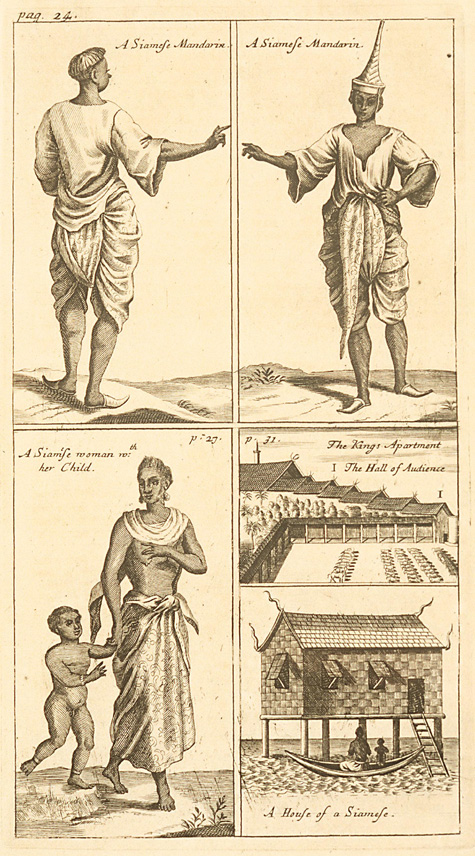
Du Royaume de Siam.Il·lustració de l'edició anglesa (1693).

## Vida i obra
Fill d'un home amant de les lletres i oficial del presidial de Tolosa, escriu amb 16 anys una tragedia en versos llatins que llençarà al foc més endavant. S'instal·la Paris, escriu poesia amorosa que es transforma en cançons, fa la carrera de dret i esdevé secretari de l'ambaixador de Suïssa. L'any 1687 és enviat al Siam per Lluis XIV, el qual, després dels primers contactes entre els dos reialmes (l'any 1662), somnia de convertir el rei de Siam, Narai (1629-1688) al catolicisme. L'expedició està formada per cinc naus, amb mil tres-centes persones acompanyen els dos ambaixadors siamesos al seu país. L'intent és un fracàs, però Simon de Loubere ho aprofita per escriure un clàssic de la literatura de viatges que publica l'any 1691. Se l'envia després a Espanya per una missió secreta, que també fracassa. Després de tornar a França i d'una breu estada a la presó, aconsegueix la protecció de Louis Phélypeau (1643-1727), comte de Pontchartrain, que li confia l'educació del seu fill Jérôme. L'any 1693 és elegit membre de l'Académie Française i l¡'any 1694 de l'Académie des inscriptions et belles-lettres|Académie royale des inscriptions et des médailles.

Però tot just elegit troba a faltar la terra natal. Sol·licita el restabliment de l'Academia dels Jocs florals, antany tant coneguda, que havia perdut prestigi. En va demostrar tan bé la utilitat que li varen encarregar els seus nous estatuts. Així va justificar el seu retorn a Tolosa on casant-s'hi va romandre, anant ja ben poc a Paris i només per gestions. Va redactar nous poemes per l'Acadèmia (que no s'han conservat) i un tractat de matemàtiques publicat després de la seva mort.

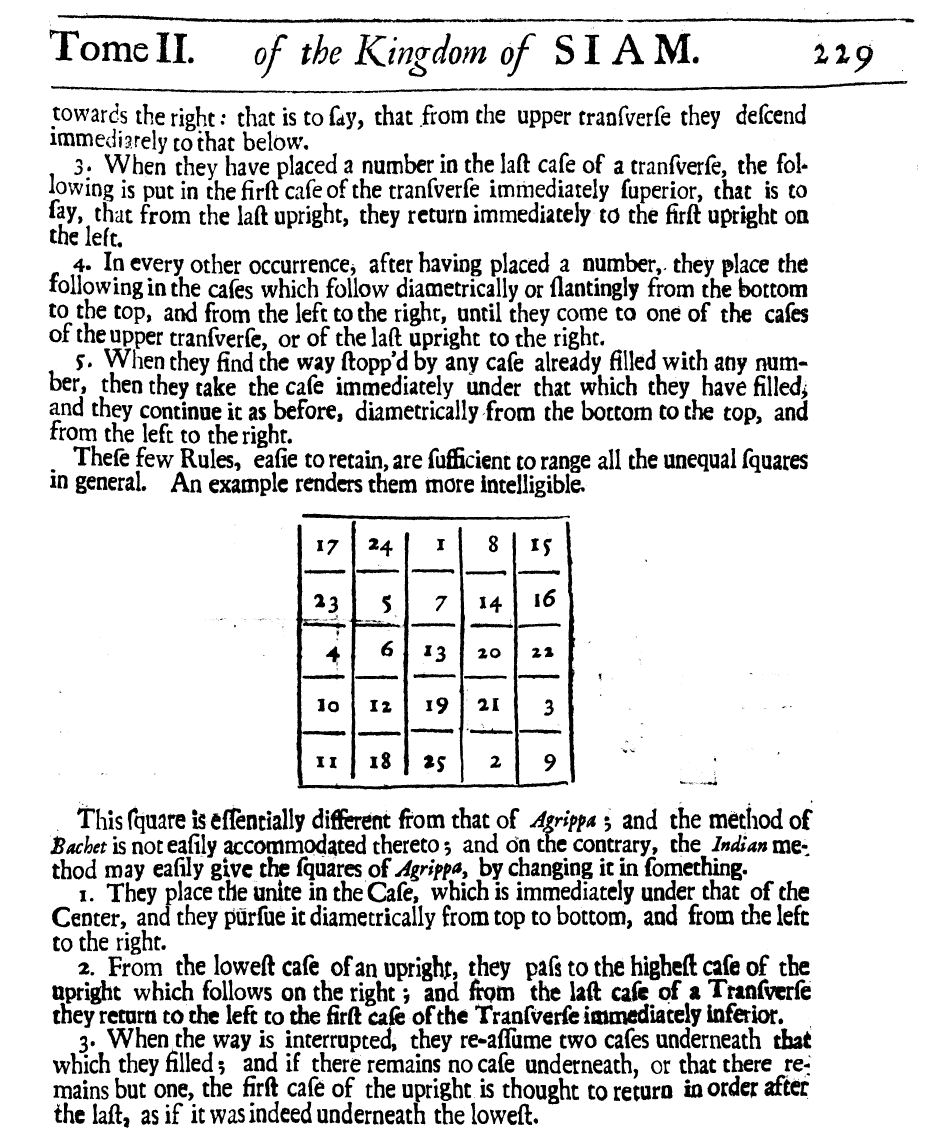
Mètode Siamès de construcció de quadrats màgics

El seu "Royaume de Siam", traduït a l'anglès des de 1693, és avui dia encara una obra de referència sobre la cultura i la civilització de l'únic país del sud-est d'Àsia que no va estar mai colonitzat. Tant l'art de la boxa, o del massatge, dels costums i modals dels comerciants o de les dames de la cort, del parasol, de les marionetes, o del jaca, res li va passar per alt. És el primer visitant occidental que fa esment del pâli, llengua del budisme teravadal, i és el primer a exposar-ne els fonaments sense deformar-los maldestrament. En aquest llibre que inclou una secció important de matemàtiques, Simon de la Loubère introdueix per primer cop a la llengua francesa el terme quadrat màgic.

## Obres
- Du Royaume de Siam par Monsieur de La Loubère, envoyé extraordinaire du Roy auprès du Roy de Siam en 1687 et 1688 (2 volums, 1691). Traduït en anglès sous le titre A New Historical Relation of the Kingdom of Siam (1693). Réédició : Oxford University Press, Kuala Lumpur, 1969
- Traité de l'origine des jeux floraux de Toulouse, lettres patentes du Roy, portant le rétablissement des jeux floraux en une Académie de belles lettres, brevet du Roy, qui porte confirmation des chancelier, mainteneurs et maîtres des jeux floraux et nomination de nouveaux mainteneurs, statuts pour les jeux floraux (1715)
- De la Résolution des équations, ou de l'Extraction de leurs racines (1732)